# Lockhart (Alabama)
Lockhart es un pueblo ubicado en el condado de Covington en el estado estadounidense de Alabama. En el censo de 2000, su población era de 548.

## Demografía
En el 2000 la renta per cápita promedia del hogar era de $ 23.281$, y el ingreso promedio para una familia era de 29.688$. El ingreso per cápita para la localidad era de 14.338$. Los hombres tenían un ingreso per cápita de 20.625$ contra 18.750$ para las mujeres.

## Geografía
Lockhart está situado en 31°0′41″N 86°21′2″O / 31.01139, -86.35056 (31.011435, -86.350652)
Según la Oficina del Censo de los EE. UU., la ciudad tiene un área total de 1.13 millas cuadradas (2.92 km²).